# Elaeoluma
Elaeoluma é um género botânico pertencente à família Sapotaceae.